# سرباز آمریکایی
سرباز آمریکایی (آلمانی: Der amerikanische Soldat) فیلمی محصول آلمان غربی در سبک درام و هنری به نویسندگی و کارگردانی راینر ورنر فاسبیندر است که در سال ۱۹۷۰ منتشر شد.

## بازیگران
- اینگرید کاون
- مارگارته فون تروتا
- ایرم هرمان
- راینر ورنر فاسبیندر
- کورت راب
- هارک بوم
- مارکوارد بوم